# イズミカワソラのドレミファそらジオ
『イズミカワソラのドレミファそらジオ』は、中国放送の制作で1998年4月から2007年3月まで放送された夜のラジオ番組。

## 概要
中国放送では、2000年4月3日から2007年3月26日までrcc/musicの月曜日のレギュラー番組として放送された。rcc/musicの番組で唯一広島県ローカル番組ではなく、rcc/musicスタート前から放送している番組であった。
RCCラジオの番組の中でも数少ない長寿番組であったが、2007年3月26日の放送（放送回数468回）をもって9年の歴史に幕を下ろした。
番組製作局の中国放送のみ、放送日である月曜日の夜に「今夜○時（○分）からのイズミカワソラのドレミファそらジオは…」という20秒CMが放送されていた。

## パーソナリティ
イズミカワソラのほか、たまにゲストが登場する。
マネージャーの金子（かねかつ）、猿岩石、SPIRAL SPIDERS、marhy、桜井弘規が出演した。

## コーナー

### 通常放送

#### 番組終了時
- オープニング川柳
- なんでだろう川柳のコーナー[4]
- Oh! It's wonderful! ful ful ful!
- ハシダソラコ劇場
- ヨゴレ[5]に聞こえるのコーナー
  - ヨゴレアワォードタイトルホルダー ヤーレンそらまめさんの作品コーナー

#### 過去
- ひとり遊びのコーナー→続ひとり遊びのコーナー→NEWひっとり遊びさんのコーナー
- そらの歌がヨゴレに聞こえるのコーナー
- おはよう靴下こんばんは靴下のコーナー
- そらのスケッチ
- お注射のコーナー
- 人体の神秘
- 幼虫と私
- ねずみ川家の秘密
- 僕と昆虫
- ヨゴレ辞典
- 恥ずかしカーテン
  - 緊急企画 新しいうんちの呼び名を考えよう!
- 週間実は
- メルヘン隊のコーナー
  - メルヘン隊の歌を作ろう!
- メルヘン勝ち抜きカルタ風
- コーナーのコーナー
  - そらかみ放送局ゴールデン番組
  - ここだけピックアップ
- ふ〜松竹城・松竹坊
- フーボーですよで星三つです
- 教えて！そらっ休さん
- 世論調査君ならどっちっち?
- つ〜いつ〜いやってしまうんですよ〜のコーナー

### 特番・特集
- ヤーレンそらまめさん特集【年1〜2回】[6]
- 輝くヨゴレ大賞ノミネート作品発表［ヨゴレ新人賞、ヨゴレレディース賞、ヨゴレ大賞］【年末】[6]
- 輝くヨゴレ大賞発表［ヨゴレ新人賞、ヨゴレレディース賞、ヨゴレ大賞］【年末】[6]
- イズミカワソラ[7]の生歌（生ライブ）【正月特番】

このほかにも、放送回数の節目の回で、過去のコーナー（幼虫と私、ソラのスケッチetc）を限定復活させたりしている。

## ネット局
通常放送は以下の通りだが、正月特番は制作局であるRCCのみの放送だったことが多い。
| 放送期間              | 中国放送 【制作局】 | 山陽放送（現・RSK山陽放送） | 山陰放送 | 山口放送 | 東北放送 | ラジオ大阪 |
| --------------------- | ------------------- | --------------------------- | -------- | -------- | -------- | ---------- |
| 1998年4月〜1998年9月  | ○                   | ×                           | ×        | ×        | ×        | ○          |
| 1998年10月〜1999年3月 | ○                   | ○                           | ×        | ○        | ○        | ○          |
| 1999年4月〜2001年3月  | ○                   | ○                           | ○        | ○        | ×        | ×          |
| 2001年4月〜2002年3月  | ○                   | ○                           | ×        | ○        | ×        | ×          |
| 2002年4月〜2005年6月  | ○                   | ○                           | ○        | ○        | ×        | ×          |
| 2005年7月〜2005年9月  | ○                   | ○                           | ○        | ○        | ○        | ×          |
| 2005年10月〜2007年3月 | ○                   | ○                           | ○        | ○        | ×        | ×          |

## 放送時間
※終了時のもの。
- 中国放送：毎週（月）24:00〜24:30
- 山陽放送：毎週（火）23:00〜23:30　《RCCより1日遅れで放送》
- 山陰放送：毎週（土）21:00〜21:30　《RCCより2日早く放送》
- 山口放送：毎週（日）22:00〜22:30　《RCCより1日早く放送》

### 変遷（中国放送）
- 1998年4月〜1999年3月：毎週（月）23:00〜23:30
- 1999年4月〜2000年3月：毎週（月）23:30〜24:00
- 2000年4月〜2004年7月：毎週（月）24:30〜25:00　【rcc/music枠】
- 2004年8月〜2007年3月：毎週（月）24:00〜24:30　【rcc/music枠】